# Sẻ mào đỏ
Sẻ mào đỏ (danh pháp hai phần: Paroaria coronata) là một loài chim trong họ Thraupidae.

## Phân bố
Loài này có thể được tìm thấy chủ yếu ở miền bắc Argentina, Bôlivia, Paraguay, Uruguay, Rio Grande do Sul của Brazil và phần phía nam của Pantanal. 
Loài này cũng đã được du nhập đến Hawaii và Puerto Rico. Ở Brazil, nó đã được du nhập đến nhiều nơi ngoài phạm vi lịch sử của nó, như trong Công viên sinh thái Tietê ở São Paulo. 

## Môi trường sống
Môi trường sống tự nhiên của nó là vùng cây bụi khô nhiệt đới hoặc cận nhiệt đới và rừng trước đây bị suy thoái nặng nề, ở độ cao lên tới 500 mét (1.600 ft) so với mực nước biển. Chúng thường hiện diện gần sông, đầm lầy và hồ. 